# Iginniarfik
Iginniarfik ([iˌɣinːiˈɑfːik] según la antigua ortografía Igíniarfik) es una villa en la municipalidad de Qaasuitsup, al centro-oeste de Groenlandia, cerca de la bahía de Disko y a 40 km de Kangaatsiaq.